# Gesztely
Gesztely is een plaats (község) en gemeente in het Hongaarse comitaat Borsod-Abaúj-Zemplén. Gesztely telt 2880 inwoners (2001).